# آنیون (شبه‌ذره)
آنیون (انگلیسی: Anyon) در فیزیک نوعی شبه‌ذره است که تنها در سیستم‌های دو بعدی؛ با خصوصیات بسیار کمتر محدود شدهٔ دوگانه‌ای که در ذرات بنیادی استاندارد که فرمیون‌ها و بوزون‌ها هستند، وجود دارد. به‌طور کلی، عملیات مبادله دو ذره یکسان، اگرچه ممکن است باعث تغییر فاز جهانی (کلی) شود، نمی‌تواند بر روی قابل مشاهده‌ها تأثیر بگذارد. Anyonها به‌طور کلی به عنوان «abelian» (توانا) و «non abelian» (غیرتوانا) طبقه‌بندی می‌شوند. آنیون‌های آبلی (که توسط دو آزمایش در سال ۲۰۲۰ شناسایی شدند) نقش عمده‌ای در اثر کسری کوانتومی هال دارند. آنیون‌های غیرآبلین (غیرتوانا) به‌طور قطعی شناسایی نشده‌اند، اگرچه این موضوع یک زمینهٔ فعال تحقیقاتی است.

## آشناسازی
مکانیک آماری سیستم‌های بزرگ چند بدنه از قوانینی پیروی می‌کنند که توسط آمار ماکسول-بولتزمن توضیح داده شده‌است. آمار کوانتومی به دلیل رفتارهای متفاوت دو نوع ذره مختلف به نام فرمیون‌ها و بوزون‌ها پیچیده‌تر است. به نقل از یک توضیح ساده و اخیر از دانشگاه آلتو:
در دنیای سه‌بعدی که ما در آن زندگی می‌کنیم، تنها دو نوع ذره وجود دارد: «فرمیون‌ها» که یکدیگر را دفع می‌کنند و «بوزون‌ها» که میل به جذب یکدیگر دارند. فرمیون رایج، الکترون است که الکتریسیته را حمل می‌کند. و یک بوزون رایج، فوتون است که نور را حمل می‌کند. با این حال، در دنیای دو بعدی، نوع دیگری از ذره وجود دارد، آنیون، که مانند فرمیون‌یا بوزون رفتار نمی‌کند.
در دنیای دوبعدی، دو آنیون یکسان مکان‌هایشان را به روش‌های تابع موجی عوض می‌کنند و عملکرد موجی خود را تغییر می‌دهند؛ که در فضای فیزیکی سه‌بعدی این اتفاق نمی‌افتد:[۳]